# ChromeSkull: Laid to Rest 2
 (décembre 2017).
Si vous disposez d'ouvrages ou d'articles de référence ou si vous connaissez des sites web de qualité traitant du thème abordé ici, merci de compléter l'article en donnant les références utiles à sa vérifiabilité et en les liant à la section « Notes et références ».
Pour les articles homonymes, voir Skull.
Série
Laid to Rest
(2009)
Pour plus de détails, voir Fiche technique et Distribution.
ChromeSkull: Laid to Rest 2 (Skull) est un film américain d'horreur slasher réalisé par Robert Hall et co-écrit par lui-même et Kevin Bocarde et sorti en 2011.

## Synopsis
un psychopathe traque les victimes.

## Fiche technique
- Titre : Skull
- Titre original : Chromeskull : Laid to Rest 2
- Réalisation : Robert Hall
- Scénario : Kevin Bocarde & Robert Hall
- Musique : Leon Bradford & Lance Warlock
- Directeur de la photographie : Amanda Treyz
- Montage : Robert Hall & Thomas A. Krueger
- Décors : Eugene Wyrick
- Direction artistique : Brett Hatcher
- Costumes : Camille Jumelle
- Production : Kevin Bocarde, Stephen Niver, Chang Tseng & Andrew Shepherd
- Société de production : Image Entertainment
- Pays de production :  États-Unis
- Genre : Film d'horreur
- Durée : 90 minutes
- Date de sortie : 
  - États-Unis : 31 octobre 2011
  - France : 11 avril 2014 (en DVD)
- interdit aux moins de 12 ans

## Distribution
- Brian Austin Green : Preston
- Thomas Dekker : Tommy
- Mimi Michaels : Jessica Cannon
- Owain Yeoman : détective King
- Danielle Harris : Spann
- Gail O'Grady : Nancy Cannon
- Johnathon Schaech : Agent Sells
- Nick Principe : ChromeSkull
- Christopher Allen Nelson : détective Max
- Angelina Armani : Détective Holland
- Brett Wagner : Détective Tiny
- Allison Kyler : La fille
- Aimee-Lynn Chadwick : Allie
- Chris Cornel : détective Trost
- Camden Toy : Docteur Kerr
- Jade Ramsey et Nikita Ramsey : Laurie
- Steve Rizzo : Officer Knight
- Ky Evans : Officier Fraser
- Alex Jovica : Officier Cochern
- Brianne Davis : Mrs. Cromeans
- Julia Lea Wolov : Agent du F.B.I